# Geoffrey Hull

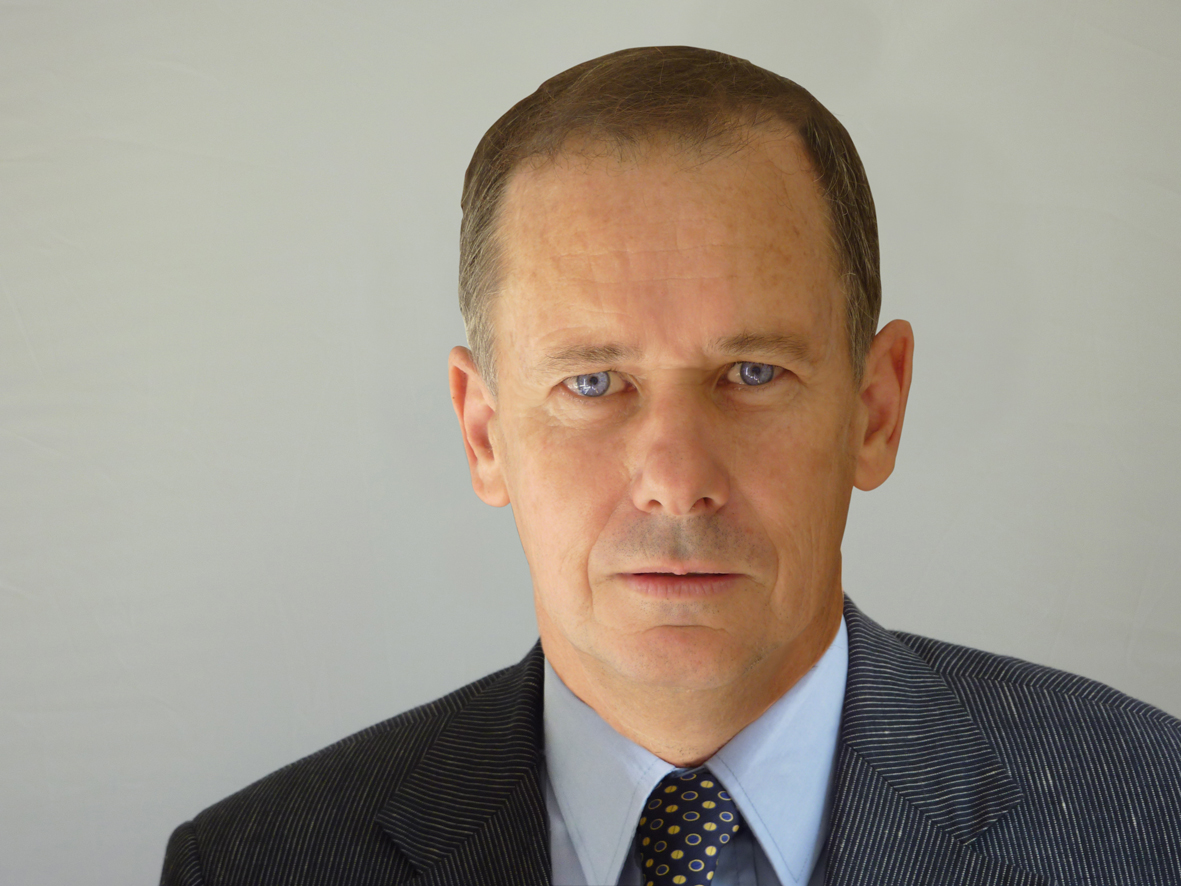
Geoffrey Hull

Geoffrey Stephen Hull, nacido el 6 de septiembre de 1955, es un lingüista, etnólogo e historiador australiano, que hizo contribuciones para el estudio de las lenguas románicas, célticas, eslavas, semitas, austronesias (como el tetun de Timor Este, una lengua que comparte muchas palabras con el portugués y el gallego) y papuasias, y en particular a la relación entre lenguaje y cultura. 

## Biografía
De ascendencia inglesa y escocesa del lado paterno, su familia materna pertenecía a la comunidad latina de Egipto (de origen mixto maltés, veneciano, triestino y francés), que dejó el país durante el período de nacionalización del posguerra (1946-1957). Él creció familiarizado con la grande variedad de lenguas habladas en su familia ampliada (en francés, maltés, y varios dialectos de Italia, el occitano, el esloveno, el griego y el árabe). 

### Educación y trayectoria académica
Estudió Artes en la Universidad de Sídney (1974-1982), completando una tesis de doctorado en lingüística histórica, basada en sus investigaciones dialectológicas en Italia y en Suiza. Su tesis de doctorado, fue una reconstrucción de la lengua padana subyacente a los dialectos galoitálicos, vénetos y retorrománicos modernos. Antes de completar el doctorado, realizó también estudios de filosofía y teología en la Aquinas Academy de Sídney. En su carrera académica Hull ha enseñado en las áreas de lingüística y lenguas europeas modernas y clásicas en varias universidades australianas: Sydney University, Melbourne University, University of Wollongong y otras instituciones de enseñanza superior australianas; es también un lexicógrafo profesional y un traductor que trabaja en más de una docena de lenguas. Actualmente es profesor adjunto de la Macquarie University, en Sídney.

### Realizaciones en Timor Este y trabajo en favor de la lengua tetun
En los años 1990 ayudó el Liderazgo de Timor Este en exilio en la tarea de normalización del tetun y creando una gama de recursos lingüísticos y literarios para ésta y otras lenguas de Timor Este, entonces bajo ocupación indonesia. También fue miembro de una delegación pro derechos humanos organizada por el Australian Catholic Social Justice Council, que visitó el país en 1997, en medio la una escalada de violencia e hizo un informe a las Naciones Unidas, a la Comisión de Derechos Humanos de Indonesia, al Gobierno de Australia y a la Santa Sede. 
En septiembre de 1999, Hull depuso delante del Senado australiano sobre los abusos que había presenciado en Timor Este durante sus visitas anteriores. De 2001 a 2007 fue director de investigaciones y publicaciones del Instituto Nacional de Lingüística, la autoridad lingüística nacional del Estado independiente de Timor Este. Él fue el organizador, principal autor y editor del diccionario nacional de tetún y fue fundador y coeditor de la revista académica Estudos de Linguas e Culturas de Timor-Leste. 
Sus servicios para las lenguas de Timor Este son de la mayor importancia, y fueron valorizados por la Administración Transitoria de las Naciones Unidas en Timor Este, liderazgo de diciembre de 1999 a mayo de 2002 por el brasileño Sérgio Vieira de Mello. Por su trabajo fundamental en favor del tetún, Geoffrey Hull es comparable con personalidades como Koldo Mitxelena para el idioma euskera en España, de Eliezer Ben Yehuda para el hebreo en (Israel), de Ivar Aasen y Knud Knudsen para el noruego, de Johannes Aavik para el estonio, de Taras Shevchenko para el ucraniano, etc.

### Otras áreas de interés
Fuera del campo de la lingüística, Geoffrey Hull es conocido por sus trabajos sobre cuestiones religiosas, principalmente las causas históricas y el impacto sociocultural de las reformas de la iglesia en la década de los años 1960 sobre la Iglesia católica latina y las tradiciones orientales católicas.